# Earshot
Earshot («На расстоянии слышимости») — американская рок-группа. Выпустила 3 студийных альбома, последний из которых, «The Silver Lining», вышел в августе 2008 года.

## История
Группа была сформирована в 1999 году вокалистом Вилом Мартином и гитаристом Скоттом Кохлером в Лос Анджелесе. Басист Джонни Спрагу и гитарист Майк Каллахан присоединились к ним через некоторое время, но покинули состав после выпуска первого альбома.
Автор-исполнитель Вил признает в своём творчестве влияние Led Zeppelin, Joni Mitchell, Black Sabbath, The Beatles, Cat Stevens, AC/DC, и Metallica.
Дебютный альбом группы «Letting Go» вышел в 2002 году и занял 82-е место в Billboard 200. Первым синглом стала «Get Away», получившая отличную ротацию на радио и добравшаяся до 6 места в Hot Modern Rock Tracks. Песня «Headstrong» попала в саундтрек к фильму «Королева проклятых».
В конце 2002 года, после тура с Staind, Kid Rock и Stone Temple Pilots, Earshot засели в студии для записи следующего альбома, который вышел в 2004 году под названием «Two» и занял 127-е место в хит-параде. Он включил в себя суперхит «Wait», который дебютировал на 13-м месте чарта Hot Modern Rock Tracks. Помимо этого, песня попала в саундтреки к видеоиграм Madden NFL 2005, MX vs. ATV Unleashed, и на DVD, выпущенный хоккейным клубом Тампа Бэй Лайтнинг.
В начале 2007 Earshot подписали контракт с Indegoot/Fontana/Universal Recordings и начали работу над новым альбомом. 13 мая 2008 на MySpace был выложен новый сингл «MisSunderstood», а 26 августа вышел сам альбом под названием «The Silver Lighting».
20 октября 2009 года группа выложила на своём сайте новый сингл «The Ugly Truth».

## Дискография

### Студийные альбомы
| Год  | Название          | Лейбл                          | US  |
| ---- | ----------------- | ------------------------------ | --- |
| 2002 | Letting Go        | Warner Bros. Records           | 82  |
| 2004 | Two               | Warner Bros. Records           | 127 |
| 2008 | The Silver Lining | Indegoot / Fontana / Universal | -   |

### Синглы
| Год  | Название             | Позиции | Позиции | Альбом            |
| Год  | Название             | US Main | US Mod  | Альбом            |
| ---- | -------------------- | ------- | ------- | ----------------- |
| 2002 | "Get Away"           | 6       | 20      | Letting Go        |
| 2002 | "Not Afraid"         | 24      | -       | Letting Go        |
| 2004 | "Wait                | 13      | 33      | Two               |
| 2005 | "Someone"            | 27      | -       | Two               |
| 2008 | "MisSunderstood"     | 38      | -       | The Silver Lining |
| 2009 | "The Ugly Truth"     | -       | -       | N/A               |
| 2014 | "Now That It's Over" | -       | -       | Aftermath EP      |
| 2014 | "Let Me"             | -       | -       | Aftermath EP      |
| 2014 | "Remember"           | -       | -       | Aftermath EP      |